# گومهو-وپ
گومهو-وپ (به لاتین: Geumho-eup) یک منطقهٔ مسکونی در کره جنوبی است که در جئونسانگبوک-دو واقع شده‌است. گومهو-وپ ۵۱٫۵۴ کیلومتر مربع مساحت و ۱۱٬۷۷۸ نفر جمعیت دارد.